# Burg Villerouge-Termenès
Die Burg Villerouge-Termenès (französisch Château de Villerouge-Termenès, occitanisch Castèl de Vilaroja de Termenés) ist eine mittelalterliche Burg inmitten des Dorfes Villerouge-Termenès am Ostrand des Bergmassivs der Corbières im heutigen Département Aude in der französischen Region Okzitanien. Sie liegt damit in etwa 310 Metern Höhe und etwa 44 Kilometer (Fahrtstrecke) südwestlich von Narbonne bzw. 50 Kilometer südöstlich von Carcassonne. Die Anlage ist seit dem 6. Oktober 1976 als Monument historique klassifiziert.

## Geschichte
Eine Burg wird bereits im Jahr 1110 erwähnt. Sie gehörte – ebenso wie die Dörfer in der Umgebung – zum Besitz des Erzbistums Narbonne. Dieses war genötigt, seinen Landbesitz gegen Übergriffe anderer regionaler Usurpatoren sowie räuberischer Banden zu verteidigen. Im 13. Jahrhundert kam als Aufgabe der Schutz des katholischen Glaubens gegen die Katharer- oder Albigenserbewegung hinzu.
Als mittelalterlicher Grundherr musste man auch dafür Sorge tragen, dass die Abgaben der Bauern (Zehntsteuer) pünktlich und in voller Höhe entrichtet wurde. Zu diesem Zweck wurden Verwaltungsbeamte, sogenannte baillies, eingesetzt. Die Burg von Villerouge war der Sitz einer von elf baillages des Erzbistums Narbonne.

## Architektur

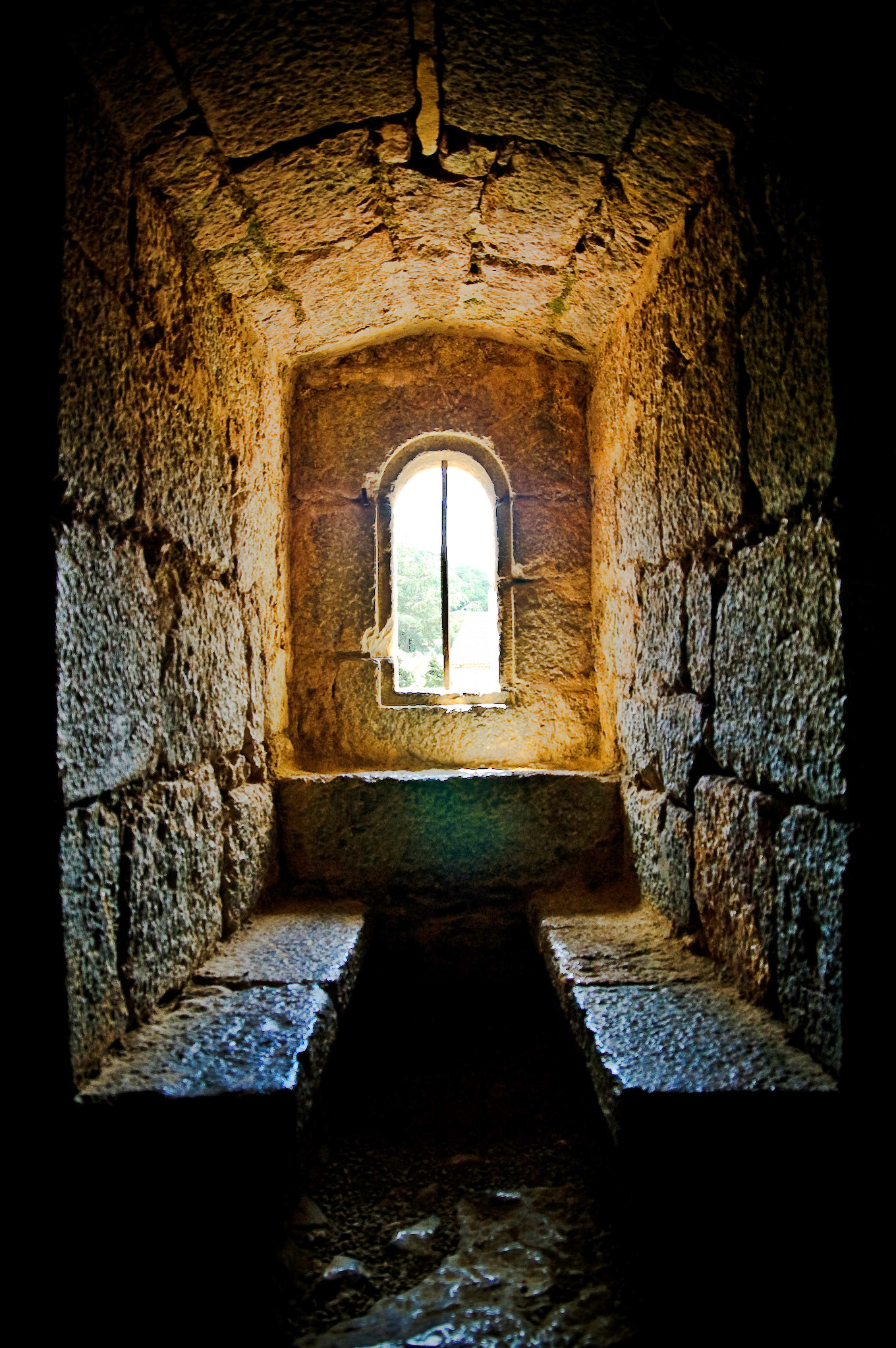
Dicke Mauern mit Steinbänken

Die heutige – nach außen vollkommen fensterlose und nur mit Schießscharten versehene – Burg aus dem 12. Jahrhundert macht einen sehr archaischen und wehrhaften Eindruck. Die vier runden Ecktürme sind durch Kurtinen miteinander verbunden, die im oberen Bereich mit Wehrgängen und Zinnen versehen waren. Der im Norden liegende Haupteingang konnte ehemals durch ein heruntergelassenes Falltor verschlossen werden; auf der Südseite befand sich eine kleine Ausfallpforte. Die Einbauten im Innenhof stammen größtenteils aus dem 14. Jahrhundert und werden heute teilweise als Restaurant genutzt.
Alle Ecktürme verfügen über ausgesprochen dicke Wände, die – wie im Mittelalter üblich – nur an den Außen- bzw. Innenseiten gemauert waren. Das Füllmaterial im Inneren bestand aus unbehauenen Bruchsteinen und Lehm. Einer der Ecktürme ist höher und größer als die drei anderen und hat drei übereinanderliegende Räume, sodass man davon ausgehen kann, dass hier der Wohnbereich des baillies war. Innerhalb der dicken Mauern befindet sich eine knapp 80 Zentimeter breite Wendeltreppe.
In einem der Räume findet sich eine gotische Freskomalerei mit der Darstellung einer Tischszene. Auf dem Tisch liegen nur Messer, denn Gabeln waren zu jener Zeit noch nicht in Gebrauch. Die herabhängende Vorderseite des Tischtuchs zeigt das Wappen der Erzbischöfe von Narbonne. Eine weitere Malerei mit geometrischen Motiven wurde erst vor wenigen Jahren angebracht.